# طراحی تجربه کاربری

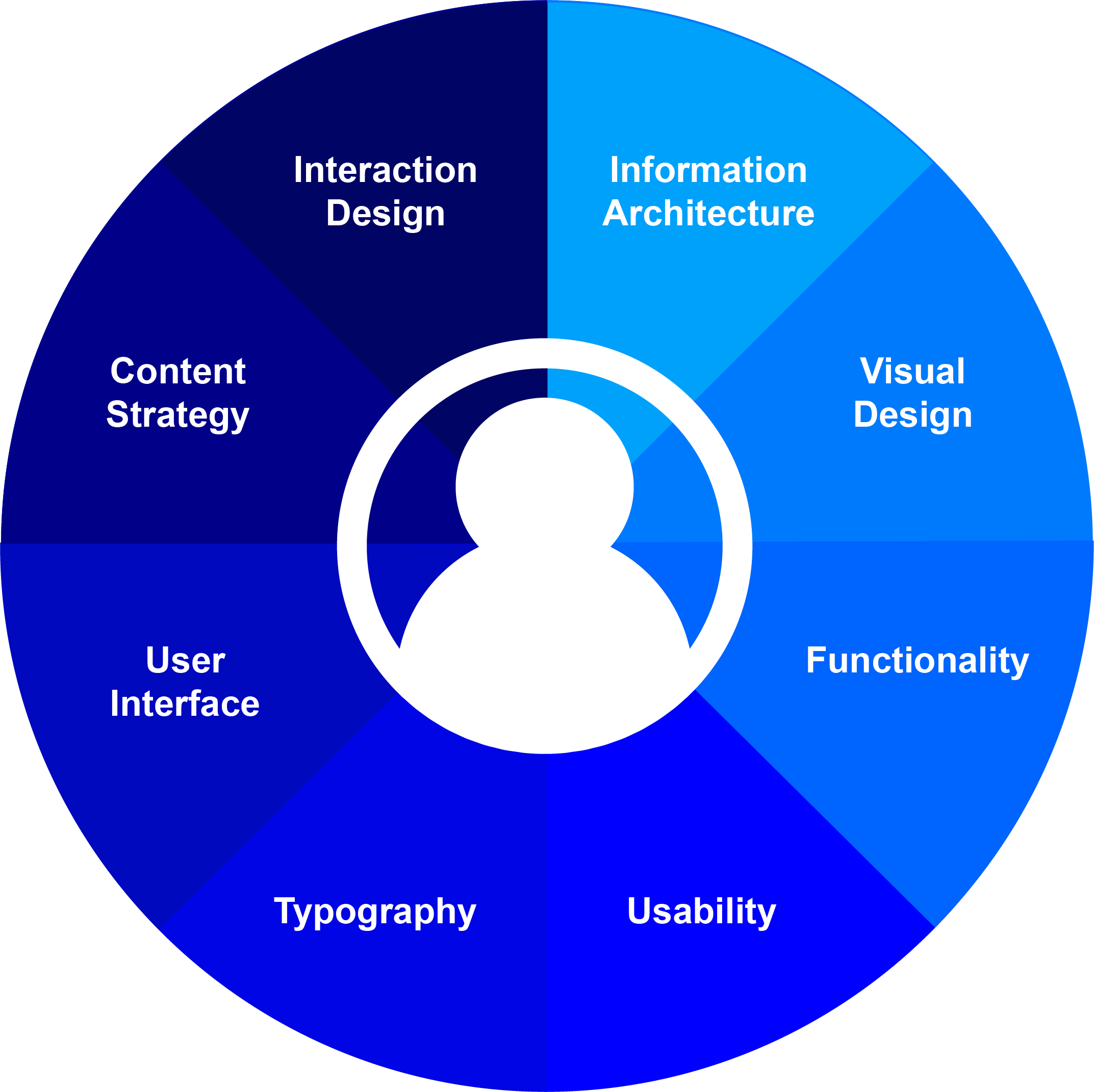
طراحی تجربه کاربری

طراحی تجربهٔ کاربری (به انگلیسی: User Experience Design) که به اختصار به آن UX, UXD, UED و همچنین XD نیز گفته می‌شود، روندی است که به منظور افزایش رضایت کاربر (یا مشتری) از محصول که از طریق ارتقاء کیفی موارد زیر محقق می‌گردد:
- بهبود کاربردپذیری
- بهبود دسترس پذیری
- تعاملی لذت‌بخش بین کاربر (یا مشتری) و محصول

تاکنون، مطالعات انجام شده در زمینهٔ تجربهٔ کاربری (UX) بیشتر بر روی ارزیابی‌های کوتاه مدت و ارتباطات طولانی مدت با مشتری متمرکز بوده‌است که اخیراً همین رابطهٔ طولانی مدت، کلید اصلی رسیدن به موفقیت در بازار به‌حساب می‌آید.
در طراحی تجربه کاربری، سعی می‌شود طراحی کاربر محور به نحوی که بهترین بازخورد در کنار بهینه‌ترین حالت سوددهی انجام شود. در طراحی تجربه کاربری، مقصود از سود، رسیدن به هدف تعامل مشتری (کاربر) با محصول است و صرفاً مقاصد مالی ملاک قرار نمی‌گیرد.
در تعریف راهکارهای طراحی تجربه کاربری غالباً کاربر در مرکز توجه قرار گرفته (User Centered Design) و حتی به احساسات، عادات رفتاری و ویژگی‌های شخصیتی او نیز توجه می‌شود. راهکارهایی که در طراحی تجربه کاربری مطرح می‌گردد ممکن است در تعیین نقشه سایت، طراحی رابط کاربری (رنگ‌های معنادار، چیدمان کاربردی، ترتیب گزینه‌ها،...)، برنامه‌نویسی (روند ثبت فرمها، شیوه ذخیره‌سازی اطلاعات کاربر، مراحل خرید،...)، محتوای متنی و تصویری (عناوین بخشها، وضوح نوشته‌ها و توضیحات، تصاویر راهنما، تصویرسازی‌ها،...)، و حتی در استراتژی‌ها و بخشهای عملیاتی وبسایت (نظیر شیوه ارسال کالا در سایتهای فروشگاهی) دخالت کند و پیشنهادهایی برای بهینه‌سازی و راحت‌سازی تعامل کاربر با سیستم ارائه نماید؛ بنابراین طراحی تجربه کاربری نیاز به دیدی کلی نسبت به یک محصول دارد و آشنایی به تمام تخصص‌های به کار رفته در یک سیستم از الزامات آن است.
UXD با پرداختن به تمام جوانب یک محصول و انتظارات مشتری از آن محصول، برای تعامل بین انسان و کامپیوتر طراحی شده. (که به آن Human-Computer Interaction یا به اختصار HCI گفته می‌شود)
طراح تجربه کاربری کسی است که توانایی تحلیل و تجزیه بالایی دارد، و می‌تواند با بهره‌گیری از تجربه خود محصولات و خدمات را طراحی کند. البته نرم‌افزارهای مختلفی وجود دارد که برای شما طراحی می‌کند. اما تمامی این طرح‌ها در واقع تکراری هستند. یک طراح حرفه ای از این ابزارها به عنوان نمونه استفاده می‌کند و از آن‌ها ایده می‌گیرد. تا بهترین طراحی را برای شما به ارمغان بیاورند. اگر دقت کرده باشید تجربه کاربری مهم‌ترین حوزه در طراحی سایت محسوب می‌شود.
همچنین برای طراحی سایت‌ها می‌توان از طراحی پارالاکس در طراحی رابط کاربری استفاده کرد. طراحی سایت پارالاکس به نحوی است که کاربر با اسکرول کردن ماوس باعث تغییر و جابجایی المان و عناصر در صفحه می‌شود و به جذابیت کار می‌افزاید. این باعث می‌شود تا کاربر مدت زمان بیشتری در صفحه سایت حضور داشته باشد.

## تاریخچه
زمینه طراحی تجربه کاربری یک رشته طراحی مفهومی است و ریشه در عوامل انسانی و ارگونومی دارد. این فعالیت از اواخر دهه ۱۹۴۰ بر تعامل بین کاربران انسانی، ماشین‌ها و محیط‌های متنی برای طراحی سیستم‌هایی متمرکز شده‌است که به آن می‌پردازند. با گسترش رایانه‌های محل کار در اوایل دهه ۱۹۹۰، تجربه کاربر شروع به تبدیل شدن به یک بینش مثبت برای طراحان کرد. دونالد نورمن (Donald Norman)، استاد و محقق در طراحی، قابلیت استفاده و علوم شناختی، اصطلاح «تجربه کاربر» را ابداع کرد و آن را برای مخاطبان گسترده‌تری به ارمغان آورد.
محقق دونالد نورمن در گفته‌ای چنین می‌گوید:
«من این اصطلاح را اختراع کردم زیرا فکر می‌کردم رابط انسانی و قابلیت استفاده بسیار محدود است. من می‌خواستم تمام جنبه‌های تجربه فرد را با سیستم از جمله گرافیک طراحی صنعتی، رابط کاربری، تعامل فیزیکی و دفترچه راهنما پوشش دهم. از آن زمان این اصطلاح به طور گسترده گسترش یافته‌است، به طوری که شروع به از دست دادن معنای خود می‌کند.»
بحثی در جامعه طراحی تجربه کاربری در مورد تمرکز آن وجود دارد که تا حدی توسط محقق و متخصص طراحی، دان نورمن برانگیخته شده‌است. نورمن ادعا می‌کند که وقتی طراحان افراد را فقط به عنوان مشتری، مصرف‌کننده و کاربر توصیف می‌کنند، طراحان در معرض خطر کاهش توانایی آنها برای انجام طراحی خوب هستند.

## عناصر

### تحقیقات
طراحی تجربه کاربری از روی رویکردهای طراحی مانند تعامل انسان–کامپیوتر و طراحی محور بر کاربر بهره می‌برد، و عناصری از رشته‌های مشابهی چون طراحی تعاملی، طراحی دیداری، معماری اطلاعات، تحقیقات کاربری و دیگران را در بر می‌گیرد.
یک قسمت دیگر از تحقیقات درک کاربران نهایی و هدف از استفاده از برنامه است. اگرچه این ممکن است به طراح واضح به نظر بیاید، اما به دور ایستادن و هم‌دلی با کاربر بهترین نتایج را خواهد داشت.
این به شناسایی و اثبات یا رد فرضیات، یافتن شباهت‌ها در میان اعضای هدف مخاطبان، و شناخت نیازها، اهداف، و مدلهای ذهنی آنها کمک می‌کند.

### طراحی دیداری
طراحی دیداری، به‌طور معمول به عنوان طراحی گرافیک، طراحی رابط کاربری، طراحی ارتباطات و ارتباطات دیداری نیز شناخته می‌شود، ظاهر یا چهره و حالت نهایی هر رابط کاربری را نمایان می‌کند. طراحی گرافیک عناصر رابط کاربری اغلب به عنوان طراحی دیداری در نظر گرفته می‌شود. هدف طراحی دیداری استفاده از عناصر دیداری مانند رنگ‌ها، تصاویر و نمادها برای انتقال یک پیام به مخاطبان خود است. اصول روان‌شناسی گشتالت و دیدگاه دیداری یک دیدگاه شناختی ارائه می‌دهند که چگونه ارتباط دیداری مؤثر ایجاد کنیم.

### طراحی تعاملی
تعامل در طراحی، بخشی اساسی از تجربه کاربری (UX) است که بر تعامل بین کاربران و محصولات تمرکز دارد. هدف از طراحی تعامل، ایجاد یک محصول با تجربه‌ای پایانی کاربری کارآمد و لذت‌بخش است، که به کاربران امکان می‌دهد هدف خود را به بهترین شیوه ممکن دستیابی داشته باشند.
تأکید فعلی بر طراحی متمرکز بر کاربر و تمرکز قوی بر ارتقاء تجربه کاربری، طراحان تعامل را در مفهوم‌پردازی محصولات به منظور تطبیق با انتظارات کاربران و مطابقت با استانداردها و الگوهای جدید رابط کاربری به عنوان یک عامل اساسی جلب نظر قرار داده است.
در چند سال اخیر، نقش طراح تعامل از تمرکز فقط بر روی مشخص کردن عناصر رابط کاربری و ارتباط آنها با مهندسان به شرایطی منتقل شده است که طراحان بیشتر آزادی دارند تا رابط‌های زمینه‌ای را طراحی کنند که بر اساس کمک به تأمین نیازهای کاربر ساخته شده‌اند. بنابراین، طراحی تجربه کاربری به یک شاخه طراحی چند رشته‌ای تکامل یافته است که شامل جنبه‌های فنی مختلف از طراحی گرافیک حرکتی و انیمیشن تا برنامه‌نویسی کامپیوتر می‌شود.

### استفاده‌پذیری
استفاده‌پذیری، اندازه‌گیری است که یک محصول توسط کاربران مشخص برای دستیابی به اهداف مشخص، با کارایی، کارآمدی، و رضایت در یک زمینه مشخص از استفاده، قابل استفاده است.
استفاده‌پذیری به تمام ابزارهایی که توسط انسان‌ها استفاده می‌شود، متصل است و به هر دو دستگاه دیجیتال و غیر دیجیتال گسترده می‌شود. بنابراین، این یک زیرمجموعه از تجربه کاربری است اما کاملاً شامل نمی‌شود. بخش استفاده‌پذیری که با طراحی تجربه کاربری تداخل دارد، مربوط به توانایی انسان‌ها برای استفاده از یک سیستم یا برنامه است. استفاده‌پذیری خوب برای تجربه کاربری مثبت ضروری است اما تنها این را تضمین نمی‌کند.

### دسترسی‌پذیری
دسترسی به یک سامانه، سهولت دسترسی، استفاده و درک آن را توصیف می‌کند. از دیدگاه طراحی تجربه کاربری، ممکن است به کلیه قابل فهم بودن اطلاعات و ویژگی‌ها هم مرتبط باشد. این کمک می‌کند میانه یادگیری مرتبط با سامانه را کاهش دهد. دسترسی‌پذیری در بسیاری از زمینه‌ها ممکن است به سهولت استفاده برای افراد با ناتوانی مرتبط باشد و در دسته استفاده‌پذیری قرار گیرد. علاوه بر این، طراحی دسترسی‌پذیر مفهوم خدمات، محصولات یا امکانات است که طراحان باید برای نیازهای افراد با ناتوانی در نظر بگیرند و با آن همخوانی داشته باشند. طبق رهنمودهای دسترسی به محتوا در وب (WCAG)، همه محتوا باید اصول اصلی POUR یعنی احساس‌پذیر، قابل اجرا، قابل فهم و سترگ باشد.

#### تطابق با دسترسی به محتوا وب (WCAG)
راهنمای دسترسی به محتوا وب (WCAG) 2.0 شامل گستره‌ای از توصیه‌ها برای افزایش دسترسی به محتوا در وب است. این اقدام باعث می‌شود محتوای وب برای کاربران عمومی قابل استفاده‌تر باشد. افزایش قابلیت استفاده و دسترسی سریع به تمام انواع کاربران، تجربه کاربری کلی کاربر را بهبود می‌بخشد.

### تعامل انسان و کامپیوتر
تعامل انسان و کامپیوتر با طراحی، ارزیابی و پیاده‌سازی سامانه‌های محاسباتی تعاملی برای استفاده انسان و مطالعه پدیده‌های اصلی اطراف آنها سر و کار دارد.

#### طراحی
وقتی طراح مفهوم قوی از نیازها و اهداف کاربر دارد، شروع به طراحی چارچوب تعاملی می‌کند (همچنین به نام سیم‌نماها شناخته می‌شود). این مرحله ساختار ارتباطی صفحات، همچنین جریان، رفتار و سازماندهی محصول را تعریف می‌کند. در این فاز تکراری، از تعداد زیادی مواد مختلف می‌توان برای این مرحله استفاده کرد؛ از تخته سفید گرفته تا پروتوتایپ‌های کاغذی. هنگامی که چارچوب تعاملی یک ساختار کلی برای رفتار محصول ایجاد می‌کند، یک فرایند موازی بر روی طراحی‌های بصری و صنعتی تمرکز دارد. چارچوب طراحی بصری ویژگی‌های تجربه، زبان بصری و سبک بصری را تعریف می‌کند.
هنگامی که یک چارچوب قوی و پایدار ایجاد می‌شود، سیم‌نماها از داستان‌های اسکچ‌شده به صفحات با رزولوشن کامل ترجمه می‌شوند که رابط کاربری را به سطح پیکسل نشان می‌دهند. در این لحظه، مهم است که تیم برنامه‌نویسی به نزدیکی با طراح همکاری کند. ورود آن‌ها ضروری است تا یک طراحی نهایی ایجاد شود که می‌تواند و خواهد شد ساخته شود و همچنان مطابق با مفهوم باقی بماند.

#### آزمون و تکرار
آزمون کاربری با ارائه وظایف مختلف به کاربران بر روی پروتوتایپ‌ها انجام می‌شود. هر مشکل یا مشکلی که توسط کاربران مواجه می‌شود، به عنوان یادداشت‌های میدانی جمع‌آوری می‌شود و این یادداشت‌ها برای ایجاد تغییرات در طراحی و تکرار فاز آزمون مورد استفاده قرار می‌گیرند. علاوه بر مشاهده مشکلات، سؤالاتی که توسط کاربران پرسیده می‌شود نیز یادداشت می‌شود تا نقاط احتمالی ابهام شناسایی شود. آزمون کاربری در اصل یک وسیله برای "ارزیابی، نه ایجاد" است.

## تحویل‌های تجربه کاربری (UX)
طراحان تجربه کاربری (UX) وظایف مختلفی را انجام می‌دهند و به همین دلیل از یک مجموعه از تحویل‌ها برای ارتباط ایده‌های طراحی و یافته‌های تحقیقاتی خود با نهادهای مربوط استفاده می‌کنند. درباره اسناد مشخصات UX، این نیازها به مشتری یا سازمانی که در فرایند طراحی یک محصول شرکت دارد، وابسته است. چهار تحویل اصلی عبارتند از: صفحه عنوان، مقدمه به ویژگی، وایرفریم‌ها و تاریخچه نسخه. با توجه به نوع پروژه، اسناد مشخصات ممکن است شامل مدل‌های جریان، مدل‌های فرهنگی، پرسنل‌ها، داستان‌های کاربر، سناریوها و هر تحقیق قبلی در زمینه کاربران نیز شامل شوند.
تحویل‌هایی که طراحان UX به عنوان بخشی از کار خود تولید خواهند کرد، شامل وایرفریم‌ها، پروتوتایپ‌ها، نمودارهای جریان کاربر، اسناد مشخصات و فنی، وب‌سایت‌ها و برنامه‌ها، موکاپ‌ها، ارائه‌ها، پرسنل‌ها، پروفایل‌های کاربر، ویدئوها و در یک میزان کمتر، گزارش‌ها می‌شوند. اسناد کردن تصمیمات طراحی در قالب وایرفریم‌های حاوی حاشیه نویسی، اطلاعات لازم را برای برنامه‌نویس برای موفقیت در کدگذاری پروژه فراهم می‌کند.

### پس از راه‌اندازی پروژه
نیازمندی‌ها:
- آزمون کاربری/آزمون قابلیت استفاده
- آزمون A/B
- معماری اطلاعات
- نقشه‌های سایت و جریان‌های کاربر
- وایرفریم‌های اضافی به عنوان نتیجه آزمون‌ها و تنظیمات دقیق[۲۲]

## آزمون طراحی تجربه کاربری
آزمون قابلیت استفاده روش رایج‌ترینی است که طراحان برای آزمودن طرح‌های خود به کار می‌برند. ایده اصلی پشت انجام یک آزمون قابلیت استفاده، بررسی این است که آیا طراحی محصول یا برند با کاربران هدف به خوبی هماهنگ است یا خیر. آزمون قابلیت استفاده به این معناست که آیا طراحی محصول موفق است و در صورت عدم موفقیت، چگونه می‌تواند بهبود یابد.
در حالی که طراحان آزمون‌ها را انجام می‌دهند، آن‌ها برای کاربر آزمون نمی‌گیرند، بلکه برای طراحی. علاوه بر این، هر طراحی در حال تکامل است و هر دو طراحی تجربه کاربری و تفکر طراحی به سمت توسعه نرم‌افزار چابک حرکت می‌کنند. طراحان آزمون قابلیت استفاده را در زودهنگام و به‌صورت مکرر انجام می‌دهند تا اطمینان حاصل شود که هر جنبه از محصول نهایی آزمون شده است.
آزمون‌های قابلیت استفاده نقش مهمی در ارائه یک محصول نهایی یکپارچه دارند؛ با این حال، مجموعه‌ای از عوامل بر روی فرایند آزمون تأثیر می‌گذارند. ارزیابی روش‌های کیفی و کمی تصویر کاملی از طراحی‌های تجربه کاربری فراهم می‌کند و یکی از این روش‌های کمی، آزمون A/B است (جهت مشاهده آزمون قابلیت استفاده). یک مفهوم کلیدی دیگر در اثربخشی آزمون طراحی تجربه کاربری، مفهوم شخصیت یا نمایندگی از متداول‌ترین کاربر یک وب‌سایت یا برنامه خاص است و چگونگی تعامل این شخصیت‌ها با طراحی مورد نظر. در کل، در آزمون قابلیت استفاده طراحی تجربه کاربری، کاربر در مرکز توجه قرار دارد؛ با این حال، مراحلی در جهت اتوماسیون آزمون طراحی انجام شده است، به‌عنوان مثال Micron که محیط آزمون پیشرفته (ATE) را توسعه داده است که آزمون‌های تجربه کاربری را بر روی گوشی‌های هوشمند اندروید اجرا می‌کند.در حالی که ابزارهای نرم‌افزاری کمی که داده‌های قابل اقدام جمع‌آوری می‌کنند، مانند لاگرها و عوامل متنقل، به درک تجربه کاربری کاربر کمک می‌کنند، پاسخ‌های کیفی که از آزمون‌های طراحی تجربه کاربری زنده و مبتنی بر کاربر به وجود می‌آیند، از دست می‌روند. ATE به شبیه‌سازی حرکت دستگاهی که بر روی جهت طراحی و عملکرد حسگر تأثیر می‌گذارد، خدمت می‌کند تا تجربه واقعی کاربر بر اساس داده‌های آزمون کاربر قبلی که قبلاً جمع‌آوری شده است، تخمین زده شود.

## تجربه کاربری در محصولات غیر آنلاین
طراحی رابط کاربری (UI) و همچنین طراحی تجربه (UX) هر دو باید با یکدیگر همکاری داشته باشند تا به محصول موردنظر دست یافت. طراحی تجربه کاربری موضوعی به صورت تحلیلی و تکنیکالی می‌باشد در صورتی که طراحی رابط کاربری بیشتر به طراحی گرافیک شباهت دارد با این تفاوت که وظایف پیچیده تری را به عهده دارد.
در طراحی سایت برای طراحی کردن رابط کاربری و تجربه کاربری، نرم‌افزار تجربه کاربری (UX) و رابط کاربری (UI) با همکاری یکدیگر وقت خود را برای حذف کردن موانع راه جهت یک تجربه خوب متمرکز می‌شوند. طراحان تجربه کاربری به‌طور فعالانه بر روی جنبه‌های تعامل کاربر با شرکت، خدمات و محصولات متمرکز می‌شوند.
تجربه کاربری تنها در کسب و کارهای آنلاین وجود ندارد. یکی از نمونه‌های بسیار ملموس از تجربه کاربری و تفاوت آن با رابطه کاربری، مثال طراحی سس‌های هاینز و سایر سس‌ها است.
به طراحی سس هاینز دقت کرده باشید، آنها طوری طراحی شده‌اند که شما هنگام استفاده، دیگر نیازی ندارید چندبار آن را تکان داده، سپس مصرف کنید. UX یا همان تجربه کاربری، بیش از این که به ظاهر و زیبایی یک محصول یا یک وب سایت اهمیت دهد، نگاهی به نحوه مصرف آن توسط مشتری یا کاربر دارد.